# جاهد براحال
جاهد براحال (به عربی: جهيد برحال؛ زادهٔ ۲۴ ژانویهٔ ۱۹۹۴) یک کشتی‌گیر آزاد‌کار اهل الجزایر است. وی سابقه حضور در المپیک ۲۰۲۰ توکیو را دارد.